# ریچارد وردزوورث
ریچارد وردزوورث (انگلیسی: Richard Wordsworth; ۱۹ ژانویهٔ ۱۹۱۵ – ۲۱ نوامبر ۱۹۹۳) یک هنرپیشه اهل بریتانیا بود.
وی بازیگر فیلم‌هایی همچون مردی که زیاد می‌دانست بوده‌است.